# La Verdolaga
La Verdolaga är en ort i Mexiko.   Den ligger i kommunen Encarnación de Díaz och delstaten Jalisco, i den centrala delen av landet, 400 km nordväst om huvudstaden Mexico City. La Verdolaga ligger 1 962 meter över havet och antalet invånare är 134.
Terrängen runt La Verdolaga är huvudsakligen platt, men söderut är den kuperad. Runt La Verdolaga är det ganska tätbefolkat, med 56 invånare per kvadratkilometer. Närmaste större samhälle är Cuautitlán, 8,8 km nordost om La Verdolaga. Trakten runt La Verdolaga består i huvudsak av gräsmarker.